# Бажина (Опольське воєводство)
Бажина (пол. Barzyna) — село в Польщі, у гміні Намислув Намисловського повіту Опольського воєводства.
Населення — 87 осіб (2011).

## Демографія
Демографічна структура станом на 31 березня 2011 року:
|          | Загалом | Допрацездатний вік | Працездатний вік | Постпрацездатний вік |
| -------- | ------- | ------------------ | ---------------- | -------------------- |
| Чоловіки | 45      | 16                 | 25               | 4                    |
| Жінки    | 42      | 11                 | 24               | 7                    |
| Разом    | 87      | 27                 | 49               | 11                   |